# Folhada
Folhada is een plaats (freguesia) in de Portugese gemeente Marco de Canaveses en telt 736 inwoners (2001).